# Unione Sportiva Casertana 1972-1973
Questa pagina raccoglie le informazioni riguardanti l'Unione Sportiva Casertana nelle competizioni ufficiali della stagione 1972-1973.

## Rosa
| N. |                   | Ruolo | Calciatore           |
| -- | ----------------- | ----- | -------------------- |
|    | Italia (bandiera) | D     | Claudio Agnetti      |
|    | Italia (bandiera) | A     | Giancarlo Bellisari  |
|    | Italia (bandiera) |       | Capon                |
|    | Italia (bandiera) | D     | Vincenzo Carannante  |
|    | Italia (bandiera) |       | De Luca              |
|    | Italia (bandiera) | D     | Sergio Derin         |
|    | Italia (bandiera) | C     | Domenico Di Maio     |
|    | Italia (bandiera) | D     | Sergio Dugaro        |
|    | Italia (bandiera) | A     | Marco Fazzi          |
|    | Italia (bandiera) | D     | Costantino Ferraioli |
|    | Italia (bandiera) | A     | Antonio Fiorillo     |
|    | Italia (bandiera) | C     | Corrado Fragasso     |

| N. |                   | Ruolo | Calciatore             |
| -- | ----------------- | ----- | ---------------------- |
|    | Italia (bandiera) | D     | Alberto Giacomin       |
|    | Italia (bandiera) | D     | Dino Gobbi             |
|    | Italia (bandiera) | A     | Bruno Graziani         |
|    | Italia (bandiera) | D     | Domenico Labrocca      |
|    | Italia (bandiera) | C     | Eugenio Matteoni       |
|    | Italia (bandiera) | D     | Gilberto Noletti       |
|    | Italia (bandiera) | C     | Giovan Battista Pienti |
|    | Italia (bandiera) | P     | Giuseppe Porrino       |
|    | Italia (bandiera) | P     | Renzo Restani          |
|    | Italia (bandiera) | P     | Giovanni Simoncelli    |
|    | Italia (bandiera) | A     | Francesco Spadafora    |